# Русь (Камчатский край)
Русь — бывшее село в Соболевском районе Камчатского края России.
Расположено у побережья Охотского моря, на правом берегу реки Удова. Названо в честь первых русских поселенцев.
Село возникло в 1921 году. Здесь действовал сельхозучасток рыбартели «Октябрь». Имелась начальная школа, фельдшерский пункт, почта, пекарня, библиотека, клуб.
Упразднёно 16 апреля 1968 года.

## Население
| 1927 | 110 |
| 1960 | 120 |